# Galanthus krasnovii
Galanthus krasnovii е многогодишен представител на рода кокиче. Това растение е много рядко и не се среща в България. Всяка негова луковица има две зелени листа. Листата на този представител на рода са особено широки. Вътрешните околоцветни лисчета са зелени на върха.